# Grammatica del dialetto romanesco
Essendo un idioma che differisce poco dai dialetti toscani, il romanesco possiede una grammatica simile a quella dell'italiano standard, al punto da essere classificato come un suo dialetto e non come lingua distinta con grammatica sostanzialmente diversa (a differenza, ad esempio, del friulano). Esistono comunque alcune differenze, percepite a volte come importanti.

## Articolo determinativo
- Maschile singolare: er – lo ('o) – l’
- Femminile singolare: la ('a) – l’
- Maschile plurale: li ('i) – l’
- Femminile plurale: le ('e) – l’
- Er – è il corrispettivo romano di “il”. Nota bene: quando l'articolo “er” è seguito da una parola iniziante per s+vocale, questa s iniziale diventa una z sorda /ts/, (es: "er zignore", "li signori" – vedi “Fonetica”)
- Lo – si usa, come in italiano, quando la parola di riferimento inizia per s+consonante, gn, z, ps, pn. Nel linguaggio parlato a causa della vocalizzazione della “l” diventa “ ‘o “.
- La – come in italiano. Nel linguaggio parlato a causa della vocalizzazione della “l” tipica del romanesco diventa “ ‘a “.
- Li – è il corrispettivo romano di “i” e “gli”.  Nel linguaggio parlato a causa della vocalizzazione della “l” diventa “ i “.
- Le – come in italiano. Nel linguaggio parlato a causa della vocalizzazione della “l” diventa “ ‘e “.
- L’ – è l'articolo comune a tutti e quattro i casi, se la parola di riferimento inizia per vocale.

## Preposizioni articolate
Schema delle preposizioni articolate in romano contemporaneo:
| Preposizioni: | Articolo: er | Articolo: lo  | Articolo: ‘o | Articolo: la  | Articolo: ‘a | Articolo: li | Articolo: i | Articolo: le  | Articolo: ‘e  | Articolo: l' |
| ------------- | ------------ | ------------- | ------------ | ------------- | ------------ | ------------ | ----------- | ------------- | ------------- | ------------ |
| de            | der          | dello / de lo | de 'o / do'o | della / de la | de 'a / da'a | de li        | dei / di'i  | delle / de le | de'e          | dell'        |
| a             | ar           | allo / a lo   | ao           | alla / a la   | a'a          | a li         | ai          | alle / a le   | ae            | all'         |
| da            | dar          | dallo         | dao          | dalla         | da'a         | da li        | dai         | dalle         | dae           | dall'        |
| 'n            | ner          | nello / ne lo | ne 'o / no'o | nella / ne la | ne 'a / na'a | ne li        | nei / ni'i  | nelle ne le   | ne'e          | nell'        |
| co            | cor          | collo/co lo   | co'o         | colla/co la   | co 'a / ca'a | co li        | coi / chi'i | colle / co le | co 'e / che'e | coll'        |
| su            | sur          | sullo / su lo | su 'o        | sulla / su la | su 'a        | su li        | sui / su'i  | su le         | su'e          | sull'        |
| pe            | per          | pello / pe lo | pe 'o / po'o | pella / pe la | pe 'a / pa'a | pe li        | pe i / pi'i | pe le         | pe'e          | pell'        |

Nel romanesco d'età moderna e fino ai primi decenni del Novecento la preposizione in (dopo vocale 'n) si univa agli articoli tramite la particella de, quindi ne risultavano le preposizioni "(i)n der" "(i)n de la" etc...
Le diverse opzioni per la composizione delle preposizioni articolate dipendono dalla grande varietà di pronunce del romanesco, a sua volta dovuta alla ricchissima composizione sociale “errata” della Roma contemporanea. Nei vari parlanti pertanto si possono riscontrare oscillazioni di vocalizzazione della "l", per esempio, "co + la" può essere pronunciato all'italiana "colla" (1º livello di vocalizzazione), tradizionalmente "co la" (2º livello), più usualmente "co 'a" (3ª) e "câ" (4ª) nei casi di Allegroform, cioè a dire che, più il discorso è veloce, più il livello di vocalizzazione della "l" e della "v" aumenta. Per esempio, una frase come "l'avevo detto ai miei amici", in un discorso lento sarà: " je l'avevo detto a l'amici mía "; in uno più rapido sarà invece " j'a aveo detto a'amici mía "oppure " j'avo detto a'amici mìa " (il vecchio "amichi", al posto di "amici", ormai è poco utilizzato).

## Articolo indeterminativo
- Maschile singolare: 'n ( 'm )- 'no
- Femminile singolare: 'na - 'n'

Come si può notare, gli articoli indeterminativi in romano perdono la u iniziale.
- 'n: si usa come in italiano un. Nota bene: se la parola alla quale è riferito inizia per s+vocale, allora questa s diventa z sorda /ts/; se invece la parola di riferimento inizia per b o p, allora per armonía consonantica l'articolo diventa 'm (es: " er cane e er padrone ", " 'n cane e 'm padrone "
- 'no: si usa come in italiano uno
- 'na: si usa come in italiano una
- 'n': si usa come in italiano un'

## Pronomi personali
| Persona:     | Nominativo: | Accusativo atono: | Accusativo tonico: | Dativo: | Riflessivo: |
| ------------ | ----------- | ----------------- | ------------------ | ------- | ----------- |
| 1ª singolare | io          | mé                | me                 | me      | me          |
| 2ª singolare | te          | té                | te                 | te      | te          |
| 3ª singolare | lui / lei   | lui /lei          | lo ('o) / la ('a)  | je      | se          |
| 1ª plurale   | noi         | noi               | ce - se            | ce - se | se          |
| 2ª plurale   | voi         | voi               | ve                 | ve      | ve          |
| 3ª plurale   | loro        | loro              | li (i) / le ('e)   | je      | se          |

Osservazioni: I pronomi oggetto "mé" e "té" si accentano per distinguerli dai pronomi complemento, per capire questa differenza la seguente frase è un esempio lampante: "a té te piaceno quelli, a mé me piaceno questi".
A ogni parlante italiano salta subito all'occhio il fatto che in romano ci sono due particelle pronominali per la prima persona plurale laddove in italiano ce ne è solo una; infatti l'italiano "ci" in romano può tradursi sia "ce" che "se". Queste due particelle non sono tuttavia funzionalmente sovrapponibili: la prima si usa quando la persona del verbo è diversa dalla prima persona plurale (es: "ci vuole bene" diventa "ce vò bene"; "ci vogliono bene" è "ce vonno bene"), la seconda particella si utilizza quando la persona del verbo è la prima plurale (es: "ci vogliamo bene" diventa "se volemo bene").

## Aggettivi e pronomi possessivi
Gli aggettivi possessivi in romano sono:
- mi'
- tu'
- su'
- (nostro) / (nostra)
- (vostro) / (vostra)
- (loro)

I suddetti aggettivi si utilizzano solo quando le parole di riferimento sono sostantivi che si riferiscono alle parentele familiari ("mi' padre", "tu' madre", "su' zzia"), vengono inoltre usati quasi esclusivamente al singolare, in un contesto romano infatti suona molto strano sentir dire "nostro padre".
Quando la parola di riferimento non è un sostantivo di parentela, allora non si usa più l'aggettivo possessivo, bensì il pronome che, come in italiano si mette dopo il nome. Ecco qui uno schema dei pronomi possessivi in romano:
| Persona:     | maschile singolare: | femminile singolare: | maschile plurale:      | femminile plurale:      |
| ------------ | ------------------- | -------------------- | ---------------------- | ----------------------- |
| 1ª singolare | er mio              | la ('a) mia          | li (i) mía             | le ('e) mie (mía)       |
| 2ª singolare | er tuo              | la ('a) tua          | li (i) túa             | le ('e) tue (túa)       |
| 3ª singolare | er zuo              | la ('a) sua          | li (i) súa             | le ('e) sue (súa)       |
| 1ª plurale   | er nostro           | la ('a) nostra       | li (i) nòstra (nostri) | le ('e) nostre (nòstra) |
| 2ª plurale   | er vostro           | la ('a) vostra       | li (i) vòstra (vostri) | le ('e) vostre (vòstra) |
| 3ª plurale   | er loro             | la ('a) loro         | li (i) loro            | le ('e) loro            |

Quindi in romano la frase "questo è il mio amico", diventerà "questo è ll'amico mio".
Si noti il cambio della s iniziale di "suo" in z a causa della parola precedente che finisce per consonante.
I pronomi "mía", "túa", "súa", "nòstra" e "vòstra" si accentano per distinguerli dagli omografi singolari.

## Aggettivi e pronomi dimostrativi
A differenza dell'italiano, il romano distingue fra aggettivi dimostrativi e pronomi dimostrativi dei quali, infatti, si hanno due forme distinte.
Aggettivi dimostrativi:
| maschile singolare:   | femminile singolare:   | maschile plurale:             | femminile plurale:     |
| --------------------- | ---------------------- | ----------------------------- | ---------------------- |
| sto                   | sta                    | sti                           | ste                    |
| quer / quo'o (quello) | qua'a / quela (quella) | qui'i / queli (quei) / quelli | que,e / quele (quelle) |

Chiaramente, la differenza fra "quer" e "quo'o" è la stessa di quella fra "er" e "lo" (vedi sopra: "Articolo determinativo"). Gli aggettivi dimostrativi si apostrofano se precedono una parola iniziante per vocale.
Pronomi dimostrativi:
| maschile singolare: | femminile singolare: | maschile plurale: | femminile plurale: |
| ------------------- | -------------------- | ----------------- | ------------------ |
| questo              | questa               | questi            | queste             |
| quello              | quella               | quelli            | quelle             |

## Verbo
In romanesco, differentemente che in italiano, i verbi all'infinito non prevedono la sillaba finale "-re". Ne consegue che in romanesco ci sono tre coniugazioni tronche (che in italiano sono piane) terminanti in "-à", "-é" e "-í"; e una classe verbale piana (quella che in italiano è sdrucciola) terminante per "-e". Esempi: ama’, vole’, senti’, aregge.
Nel romanesco attuale si hanno differenze di coniugazione con l'italiano quasi esclusivamente nell'indicativo presente. Infatti l'imperfetto si coniuga come in italiano: ma nel linguaggio parlato spesso si perde qualche “v” a causa della sua vocalizzazione (vedi "Fonetica"), cosa che non viene quasi mai sottolineata nel linguaggio scritto. Il passato remoto è utilizzato pochissimo e poco anche il congiuntivo; quest'ultimo aveva in passato una coniugazione diversa da quella dell'italiano, ma oggi si è livellato sull'uso nazionale.

### Coniugazione dei verbi regolari
In romano si distinguono 5 diverse coniugazioni verbali:
| 1ª coniugazione: magnà | 2ª coniugazione: piacé | 3ª coniugazione: beve | 4ª coniugazione: partí | 5ª coniugazione: finí |
| ---------------------- | ---------------------- | --------------------- | ---------------------- | --------------------- |
| magn-o                 | piaci-o                | bev-o                 | part-o                 | fin-isco              |
| magn-i                 | piac-i                 | bev-i                 | part-i                 | fin-ischi             |
| magn-a                 | piac-e                 | bev-e                 | part-e                 | fin-isce              |
| magn-amo               | piac-emo               | bev-emo               | part-imo               | fin-imo               |
| magn-ate               | piac-ete               | bev-ete               | part-ite               | fin-ite               |
| magn-eno               | piac-eno               | bev-eno               | part-eno               | fin-ischeno           |

Le terze persone plurali in "-eno" soffrono la pressione di quelle italiane in "-ano" e "-ono", quindi spesso tali persone si realizzano al modo italiano come "magnano", "piaciono", "bevono", "partono" e "finiscono".
Come si può notare, a differenza dell'italiano, le prime e seconde persone plurali in romano seguono sempre la radice dell'infinito, con l'unica eccezione del verbo essere.
Nella terza coniugazione le terze persone singolari sono sempre uguali all'infinito.
In passato nella prima persona plurale del passato prossimo si formava suffissando -io alla forma coniugata al presente per la suddetta persona. Per esempio, "annavamo" si diceva "annamio".

### Principali verbi irregolari
| èsse’ | ave’        | anna’        | veni’          | vole’  | pote’  |
| ----- | ----------- | ------------ | -------------- | ------ | ------ |
| sò    | ho          | vado         | vengo          | vòjo   | posso  |
| sei   | hai         | vai          | venghi (vieni) | vòi    | pòi    |
| è     | ha          | va           | viè            | vò(le) | pò     |
| semo  | avemo (amo) | annamo (imo) | venimo         | volemo | potemo |
| sete  | avete (ate) | annate (ite) | venite         | volete | potete |
| sò    | hanno       | vanno        | vengheno       | vònno  | pònno  |

Il verbo "ave’" si utilizza solo come ausiliare. Per esprimere il concetto di possedere, si usa il verbo composto "avecce" coniugato come "ave’" ma con la particella attualizzante atona č [t͡ʃ] (forma ridotta di (c)ce per elisione di e  davanti ad ogni sua forma (č'ho, č'hai, č'ha, ... comunemente scritto c'ho, c'hai, c'ha, ecc., secondo alcuni una soluzione grafica fuorviante, vd sotto). Negli scritti sia antichi (Belli) che moderni (Trilussa, Roberti, Dell'Arco, Marè, ecc. fino ai contemporanei) questa particella viene scritta unita alle forme verbali, creando ciò, ciai o ciài, cià, ciavemo, ciavete e cianno, ciavevo, ecc. Nello scritto, la forma ridotta della particella interrogativa che(?), realizzata come [k], è normalmente indicata con ch', pertanto "che hai?" sarà reso come "ch'hai?" (come in ch'hai sonàto?).
(Notare: sebbene l'impiego di questa forma verbale sia sempre più frequente anche nell'italiano, utilizzare la grafia "c'ho" è ortograficamente sconveniente tanto in italiano quanto in romanesco per due ragioni: primo, in quanto "h", lettera muta, in unione con la "c" ha solitamente la funzione di coefficiente di velarità ("ci", "ce" si leggono palatali, "chi", "che" velari), mentre qui concorrerebbe a indicare un suono palatale; in secondo luogo perché l'apostrofo, simbolo dell'elisione, non indicherebbe in "c'ho" un'elisione, ma soltanto la caduta di una "i" diacritica (senza cioè, consistenza fonetica). In conformità a ciò in questa sede si è preferito utilizzare il grafema "č" per indicare il medesimo fonema che in italiano viene reso graficamente con la "c" seguita da "i" o "e".)
Il verbo "anna’" e tutte le sue forme che seguono la radice dell'infinito, spesso nel linguaggio parlato vengono troncate in "'nn a’ ". Questo troncamento crea spesso confusione fra le frasi: so’ nnato e so’ 'nnato (rispettivamente "sono nato" e "sono andato")
L'unica vera differenza grammaticale tra italiano e romanesco è che, nel romanesco, esistono due modi per esprimere un'azione continuata, in sostanza due forme di gerundio, il primo è quello che si usa come forma verbale implicita, priva di soggetto, e si forma aggiungendo -nno all'infinito dei verbi (continuanno così, finimo male); il secondo è quello nell'azione continuata vera e propria, nella costruzione perifrastica con il verbo stà + a + infinito verbale; quindi per domandare “che stai facendo?” si dirà che stai a fa’?.
In alcuni casi particolari, le forme del vocativo sono multiple. Ad esempio il nome Walter può diventare:
"Ah Va’', vie’' cqua!"
"Ah Varte', ando vai?"
"Ah Vartere!" (I nomi non si traducono)
A volte, nel chiamare qualcuno, si inseriscono toni vibrati o si modula la vocale finale, abbassandola di tono: basti pensare ai personaggi interpretati da Gigi Proietti ("Consuelo-o").

## Similitudini con altre lingue o dialetti
Un romano che ha avuto modo di studiare un po' di latino, o anche un attento ascoltatore che si trova a udire una discussione in dialetto romanesco, non potrà fare a meno di notare la natura politematica del verbo "andare", più ricca che nell'italiano standard.
La particolarità di questo verbo non sta nell'infinito o nell'indicativo, ma nel participio passato (it. "andato"), che in romano è ito.
Ito varia ovviamente per numero e per genere, diventando Ita, Iti, Ite.
Ad esempio
'Ndò so annati l'amici tua?
"'Nd'è ita tu madre?"."È ita a pià du fette de preciutto dar pizzicarolo, mo' aritorna." 
In latino infatti "andare" si dice "ire".
In latino il modo supino (non esistente in italiano) del verbo è itum, il participio futuro iturus (maschile), itura (femminile), iturum (neutro).
Per fare l'ultimo esempio, l'imperativo presente "andate" si rende (sempre in latino) con ite!.
C'è comunque da dire che per esprimere "andato" spesso si ricorre anche al più comprensibile annato, che spesso nella velocità della frase diventa 'nnato, ad es.
Andò sei'nnato?
Un'altra somiglianza è l'infinito presente del verbo essere. Sia in latino che in romanesco si dice "esse".
Inoltre, il romano condivide similitudini e affinità anche col toscano. Poche altre (ridotte a qualche espressione come nei verbi "parlà" o "piagne") col napoletano (un dialetto "esportato", quando Napoli era capitale del regno omonimo e successivamente di quello delle due Sicilie, anche al di fuori dei confini campani, fino in Italia Centrale: il basso Lazio, le Marche meridionali e buona parte dell'Umbria, per via della loro vicinanza alle terre abruzzesi). Fino al tardo Medioevo, il romano era un dialetto più simile ai dialetti citati sopra (umbro-marchigiano e abruzzese, così come il reatino) facenti parte della famiglia linguistica napoletana, che non a quella toscana, che comunque aveva certe influenze lessicali e grammaticali sull'alto Lazio, soprattutto nei tradizionali territori dell'antica regione storico-culturale dell'Etruria (estesa più o meno tra la campagna romana a nord della foce del Tevere e le propaggini estremo-meridionali della Liguria), la patria degli Etruschi. Per cui, il dialetto romano suonava molto diverso rispetto ad oggi, probabilmente simile all'abruzzese o all'ascolano (in cui si sentono più o meno vagamente alcune inflessioni napoletane). Tuttavia, il Rinascimento e l'insediamento di papi provenienti dall'area fiorentina (o toscana in genere), in particolar modo i Medici, resero Roma un polo culturale di prim'ordine che attirava le maggiori menti dell'epoca, tra cui figuravano soprattutto molti fiorentini, i quali si trasferirono nei rioni romani e intrapresero i propri studi presso l'Università de La Sapienza, già un centro fondamentale del sapere in tutta Europa insieme a Bologna. Questo favorì una più marcata e potente influenza del volgare toscano (da cui si fa derivare la lingua italiana) sul romano. Non a caso, oggi il romano è molto affine - foneticamente e sintatticamente - al toscano e il fatto che condivida con quest'ultimo i natali della lingua italiana, lo rende pressoché totalmente comprensibile, a parte poche espressioni più specifiche (vedi "hai fatto 'na grezza", nel senso di aver fatto una figuraccia). Fatto per cui, nessun romano capirebbe un napoletano parlare in dialetto per via della lontananza tra i due universi dialettali, ma troverebbe piuttosto facile capire un toscano parlare nel suo dialetto. Questa differenza storica ha fatto sì che il romano si andasse discostando sempre di più dagli altri dialetti dell'Italia Centrale per avvicinarsi, di conseguenza, al toscano.